# Marcin Duszeńko

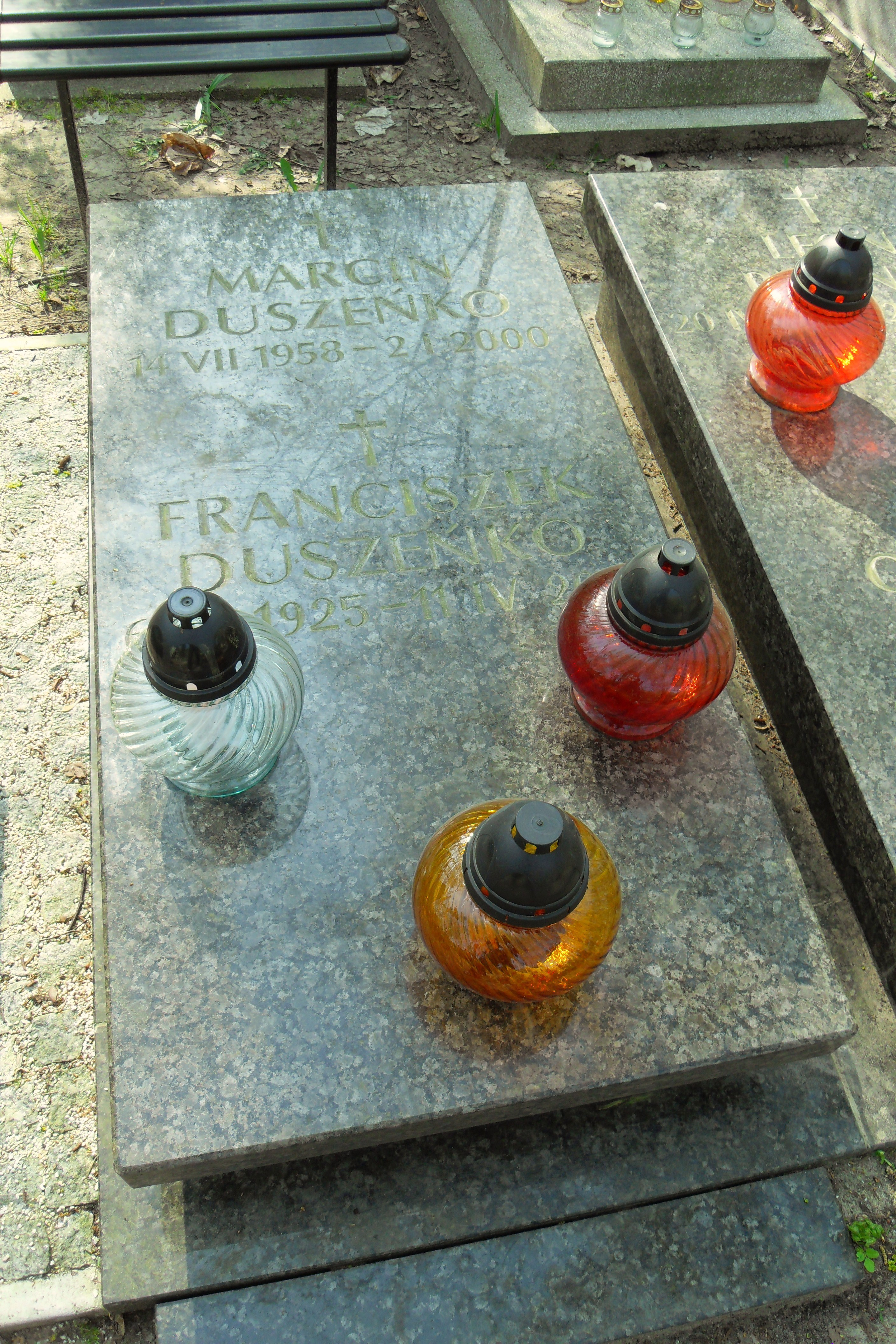
Grób artysty na gdańskim cmentarzu Srebrzysko

Marcin Duszeńko (ur. 14 lipca 1958 w Gdańsku, zm. 2 stycznia 2000 tamże) – polski malarz, grafik, rysownik, pedagog Państwowej Wyższej Szkoły Sztuk Plastycznych w Gdańsku (obecnie: Akademia Sztuk Pięknych w Gdańsku).

## Życiorys
Syn malarki Urszuli Ruhnke-Duszeńko i profesora Franciszka Duszeńki, rzeźbiarza.
W latach 1977–1983 studiował w Państwowej Wyższej Szkole Sztuk Plastycznych w Gdańsku; dyplom uzyskał w roku 1983 w pracowni profesora Jerzego Zabłockiego. Po dyplomie pracował na uczelni w Pracowni Malarstwa profesora Włodzimierza Łajminga, pełnił stanowisko adiunkta. Oprócz malarstwa uprawiał rysunek i grafikę warsztatową.
Zmarł po ciężkiej chorobie w Gdańsku. Został pochowany na cmentarzu Srebrzysko w Gdańsku (rejon II, taras II, grób 9).
We wrześniu 2012 w Muzeum Narodowym w Gdańsku otwarta została pośmiertna wystawa dzieł artysty w ramach cyklu wystaw "Ocalić od zapomnienia".